# Liste der Naturdenkmale in Frankenstein (Pfalz)
Die Liste der Naturdenkmale in Frankenstein nennt die im Gemeindegebiet von Frankenstein ausgewiesenen Naturdenkmale (Stand 2. April 2013).

## Naturdenkmale
| Nr.         | Bezeichnung               | Lage                                                                          | Beschreibung                              | Bild                                    |
| ----------- | ------------------------- | ----------------------------------------------------------------------------- | ----------------------------------------- | --------------------------------------- |
| ND-7335-197 | Teufelsleiter             | westlich des Ortes, nahe der Mündung des Glasbachs in den Hochspeyerbach Lage | Buntsandstein-Felsgruppe                  | Direkt Bild zu diesem Denkmal hochladen |
| ND-7335-198 | Maiblumenfels (1)         | westlich des Ortes im Diemersteiner Wald Lage                                 | Sandsteinfels                             | Fotos hochladen                         |
| ND-7335-199 | Mausfels                  | südlich des Ortes auf dem Schloßberg Lage                                     | Sandsteinfels                             | Direkt Bild zu diesem Denkmal hochladen |
| ND-7335-200 | Kehrfelsen                | südöstlich des Ortes auf dem Ostausläufer des Schloßberges Lage               | Buntsandstein-Felsrücken                  | Direkt Bild zu diesem Denkmal hochladen |
| ND-7335-201 | Bittenbachfels            | südwestlich des Ortes beim Biedenbacher Woog im Leinbachtal Lage              | Sandsteinfels                             | Direkt Bild zu diesem Denkmal hochladen |
| ND-7335-202 | Woogfelsen                | südwestlich des Ortes und südlich des Biedenbacher Wooges im Leinbachtal Lage | Buntsandstein-Felsengruppe                | Fotos hochladen                         |
| ND-7335-203 | Saufelsen                 | südwestlich des Ortes und nördlich des Leinbachtales Lage                     | Sandsteinfels                             | Direkt Bild zu diesem Denkmal hochladen |
| ND-7335-204 | Ablassfelsen              | südwestlich des Ortes und südlich des Leinbachtales Lage                      | Sandsteinfels; teilweise zu Waldleiningen | Fotos hochladen                         |
| ND-7335-205 | Maiblumenfels (2)         | südwestlich des Ortes zwischen Schloßberg und Hohem Kopf Lage                 | Sandsteinfels                             | Fotos hochladen                         |
| ND-7335-206 | Gänsefels und Griesenfels | südwestlich des Ortes im Leinbachtal Lage                                     | zwei Sandsteinfelsen                      | Fotos hochladen                         |
| ND-7335-207 | Martinsbrunnen            | südwestlich des Ortes im Leinbachtal Lage                                     | gefasste Quelle                           | Fotos hochladen                         |